# Charles Ier à cheval avec Monsieur de Saint Antoine
Charles Ier à cheval avec Monsieur de Saint Antoine est un tableau du peintre  flamand Antoine van Dyck réalisé en 1633. Il s'agit d'un portrait équestre du Roi Charles Ier d'Angleterre à cheval accompagné de son maître d'équitation, Pierre Antoine Bourdon, Seigneur de Saint Antoine. Charles était devenu Roi de Grande Bretagne et d'Irlande en 1625 à la mort de son père Jacques Stuart. En 1632, Van Dyck était devenu premier peintre ordinaire de Sa Majesté  et réalisa donc peu de temps après ce premier portrait équestre du Roi.

## Description
Charles Ier est représenté en cavalier et souverain chevaleresque. Il monte un grand cheval très musclé, probablement un lipizzan, sous un arc de triomphe néoclassique d'où tombent des tentures de soie verte. Il est vêtu d'un armure de parade avec l'écharpe bleue de l'ordre de la Jarretière et il tient à la main un bâton de commandement militaire. Charles est représenté quasiment seul, peut-être en allusion à la période de son règne où il n'y avait pas de parlement, et il est vu d'en bas comme van Dyck l'avait fait en 1635 dans son tableau Charles Ier à la chasse.
À sa gauche se tient son maître d'équitation, Pierre Antoine Bourdon, Seigneur de Saint Antoine (avec, semble-t-il, un ruban autour du cou, sans doute de l'ordre de Saint-Lazare) qui regarde le Roi tout en tenant son casque. De grandes armoiries royales de la Maison Stuart sont placées en bas à gauche du tableau, surmontée d'une couronne.
Le tableau, qui mesure 368.4 cm sur 269.9 cm, avait sans doute été conçu comme un trompe-l'œil théâtral qui devait orner le bout de la galerie royale du Palais St. James de Londres. Il fit partie de la mise aux enchères de la Royal Collection après l'exécution de Charles I, et il fut vendu au Pape le 22 décembre 1652. Finalement, en 1660, la toile retourna dans la Royal Collection sous le règne de Charles II, et elle généralement exposée au château de Windsor.

## Versions
Cette peinture est le premier portrait équestre peint par Antoine van Dyck qui a réalisé en 1635 Charles Ier à la chasse, puis en 1637-1638 Portrait équestre de Charles Ier.
Ce tableau montre que van Dyck a été influencé par un portrait du Duc de Lerme fait par son maître, Pierre Paul Rubens, en 1603. Par ailleurs, il existe de grandes similitudes entre ce portait de Charles Ier et d'autres portraits équestres réalisés van Dyck tel que celui d'Anton Giulio Brignole Sale en 1627 ou celui de Francisco de Moncada en 1632.
Il existe par ailleurs différentes versions de cette toile, peintes par van Dyck. L'une d'elles est une copie réalisée en 1635 et actuellement conservée au musée du Prado.

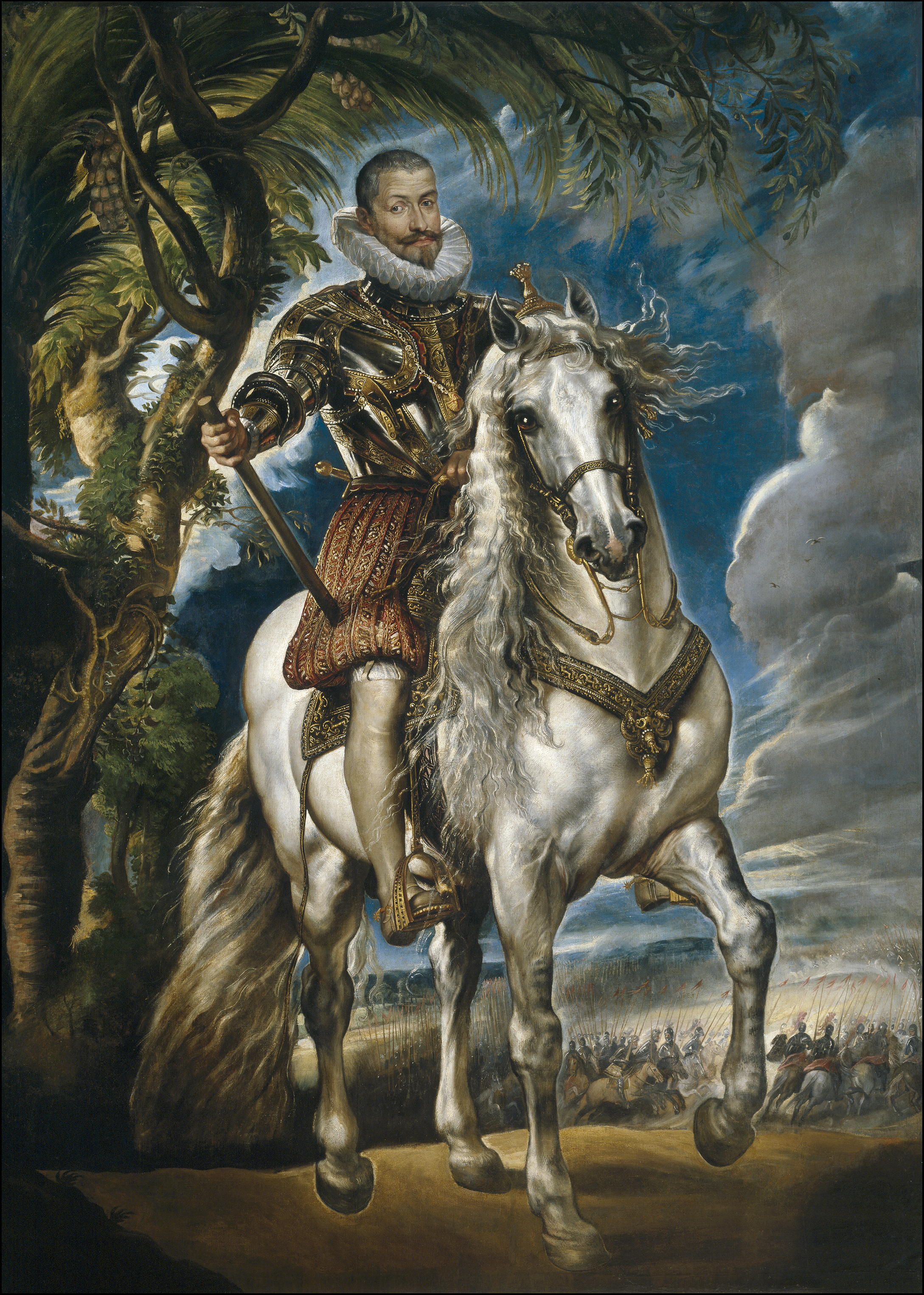
Rubens, Portrait équestre du Duc de Lerme, 1603, Musée du Prado
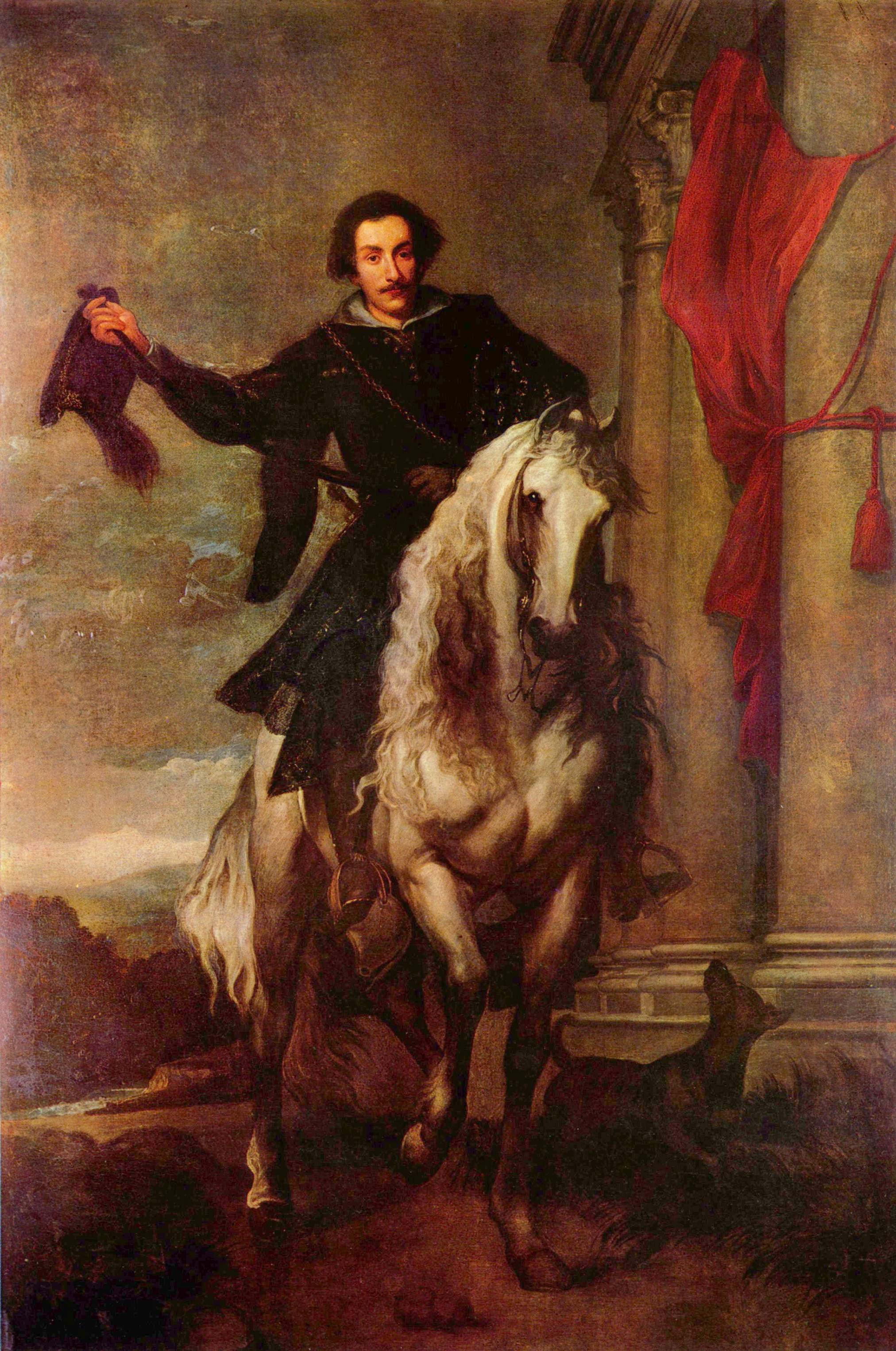
Van Dyck, Portrait équestre d'Anton Giulio Brignole Sale, 1627, Palazzo Rosso
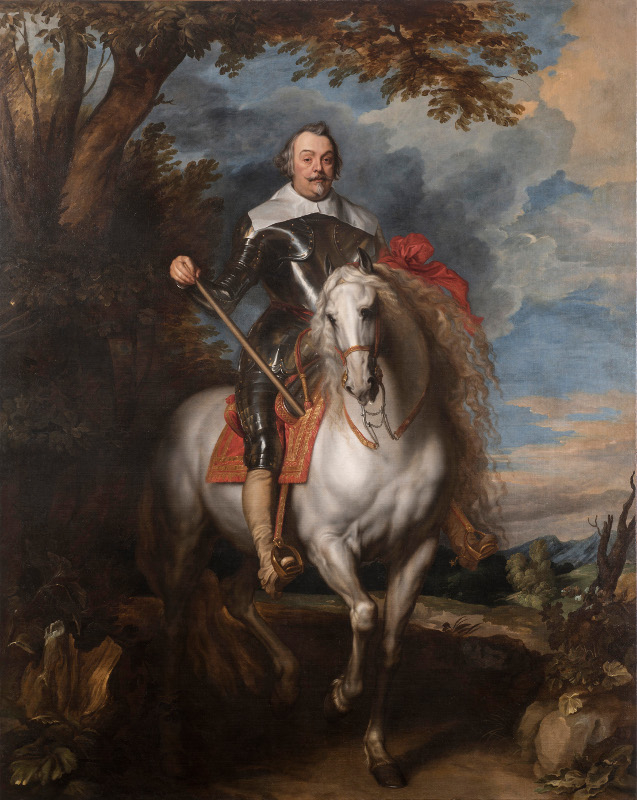
Van Dyck, Portrait équestre de Francisco de Moncada, 1632
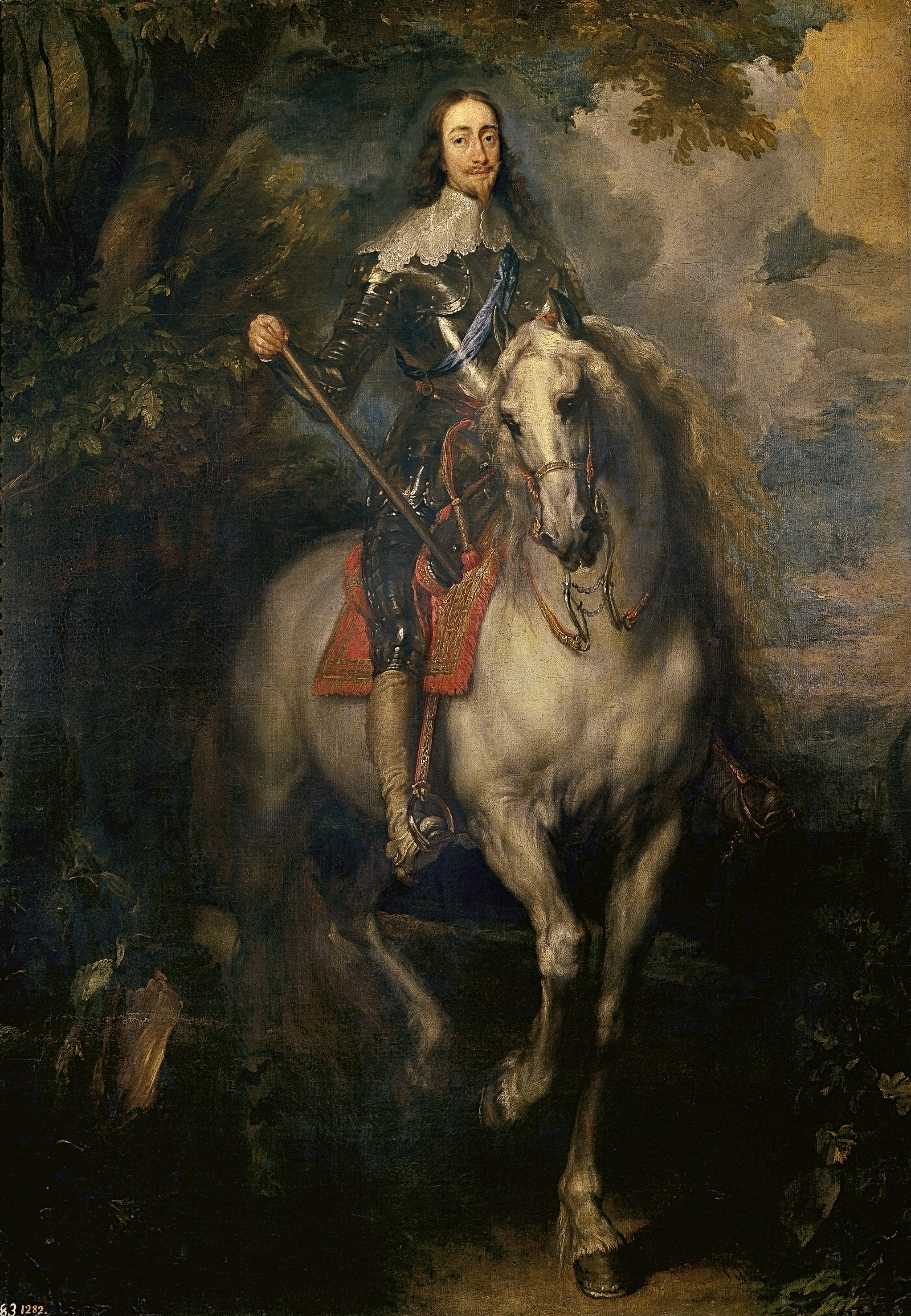
Van Dyck, Portrait équestre de Charles Ier, 1635, Musée du Prado